# Taiwanroodmus
De taiwanroodmus (Carpodacus formosanus) is een zangvogel uit de familie van de Fringillidae (Vinkachtigen). De wetenschappelijke naam van het geslacht is voor het eerst geldig gepubliceerd in 1911 door Ogilvie-Grant.
De taiwanroodmus wordt vaak nog beschouwd als een ondersoort van de wijnroodmus (C. vinaceus), onder andere door BirdLife International. Het is een endemische vogelsoort uit de berggebieden van Taiwan.

## Kenmerken
De taiwanroodmus lijkt sterk op de wijnroodmus. De supersoort wijnroodmus is tussen de 13 en 16 cm lang; de taiwanroodmus is groter dan de wijndroodmus en weegt gemiddeld 23,8 gram. Het is een fors gebouwde, vrij donker gekleurde roodmussoort met een gevorkte staart en een kegelvormige snavel. Het mannetje is wijnrood, maar kan buiten de broedtijd bruin op de buik zijn.

## Verspreiding en leefgebied
Deze soort komt voor in Taiwan. Het leefgebied is berghellingen met dicht struikgewas van bamboe of rhododendron op een hoogte tussen de  2280 en 3500 m boven de zeespiegel. In dit habitat is de vogel nog betrekkelijk algemeen.